# Jacques Meyniel (homme politique)
Pour les articles homonymes, voir Jacques Meyniel et Meyniel.
Jacques Meyniel, né le 19 juin 1917 à Aurillac (Cantal) et mort le 13 février 1987 à Brive-la-Gaillarde (Corrèze), est un magistrat et homme politique français.

## Biographie
Fils de l'avocat Louis Meyniel, maire d'Aurillac de 1925 à 1935, et neveu par sa mère du sénateur Hector Peschaud, Jacques Meyniel gagne Paris pour faire des études de droit qui le conduise à une licence. Il est lui-même avocat, à Aurillac, à partir de 1944. Il sera dans les années 1960 bâtonnier du barreau du Cantal.
Il s'engage très tôt en politique, adhérant en 1934 aux jeunesses socialistes dont il crée une section à Aurillac, avant d'être secrétaire de la fédération du Cantal de cette organisation.
Mobilisé en septembre 1939, il participe pendant la guerre à l'animation du parti socialiste clandestin, et défend devant les tribunaux plusieurs résistants. En juillet 1944, il est arrêté par les Allemands.
En octobre 1945, il est en deuxième place sur la liste socialiste menée par Maurice Montel, ancien élu radical, dans le Cantal, qui n'obtient qu'un seul siège de député.
L'année suivante, en juin, il est placé en tête de la liste après un affrontement en interne de la SFIO avec Montel, qui ne se représente pas. Avec 22,4 % des voix, la liste enregistre un net recul (- 10 points), mais conserve son siège, ce qui permet à Meyniel d'être élu député. A 28 ans, il est le plus jeune élu de l'assemblée.
Son passage au parlement est cependant très court : désavoué par la majorité de la fédération du Cantal qui avait soutenu les positions de Guy Mollet alors que Meyniel défendait Daniel Mayer, il ne se représente pas aux élections de novembre, pas plus qu'en 1951. Cette année là, en revanche, il tente d'entrer au conseil général, se présentant dans le canton de Laroquebrou, mais n'obtient que 17,7 % des voix.
En 1954, à l'occasion de l'élection partielle provoquée par la mort d'Alphonse Dommergue, il se porte candidat mais n'obtient que 17,5 % des voix au premier tour, et 21,7 % au second, tandis que le conservateur Antony Joly est élu.
En 1962, il est de nouveau candidat, sans plus de succès.
Siégeant au conseil municipal d'Aurillac depuis la Libération, il est élu maire de cette ville en 1965, battant le sortant de droite, le sénateur Paul Piales, mais c'est pour un seul mandat qui s'achève en 1971. Il lance cependant une politique d'équipement de la ville (foyer de jeunes travailleurs, centre nautique couvert, etc.)
Cette année-là, il quitte Aurillac pour Bordeaux, où il est nommé premier juge au tribunal de grande instance. En 1976, il est vice-président de ce tribunal, puis conseiller à la Cour d'appel, de 1981 à la fin de sa carrière.

## Détail des fonctions et des mandats
Mandat parlementaire
- 2 juin 1946 - 27 novembre 1946 : Député du Cantal